# Hyagnis insularis
Hyagnis insularis là một loài bọ cánh cứng trong họ Cerambycidae.